# 破門 (小説)
『破門』（はもん）は、黒川博行の小説。ヤクザの桑原と建設コンサルタントの二宮がコンビを組む、疫病神シリーズの第5作となる。第151回直木三十五賞受賞。本作を原作としたテレビドラマ、映画も製作されている。

## 概要
角川書店の雑誌『小説 野性時代』において、2012年6月号から2013年10月号まで掲載された。2014年2月にKADOKAWAから単行本が刊行、2016年11月に角川文庫から文庫本が刊行された。
第151回直木三十五賞受賞。宝島社の『このミステリーがすごい!』2015年版で第8位にランクインした。
2015年にBSスカパー!でテレビドラマ化、2017年に映画化された。

## あらすじ
建設コンサルタントの二宮は、二蝶会のヤクザ・桑原から映画製作を手伝って欲しいと頼まれる。小清水という映画プロデューサーが二蝶会に持ち込んだ、映画「フリーズムーン」の企画書。二蝶会の若頭・嶋田が映画に出資したので、何としても売れる映画にしなければならないという。しかし小清水は、嶋田や他の出資者から集めたカネを持って愛人の玲美と失踪する。小清水の行方を追う二宮と桑原だったが、その途中、桑原が尼崎の亥誠組と揉め事を起こしてしまう。亥誠組は二蝶会が属する神戸川坂会の本家筋で、二蝶会よりも格上。亥誠組副本部長の滝沢は、桑原のことを不問にする代わりに「フリーズムーン」製作委員会の手形の決済を求める。実は「フリーズムーン」の詐欺は、滝沢組が裏で糸を引いていた。小清水がマカオにいるという情報を入手した二宮は、騒動を収束させるため、小清水を捜して桑原とマカオを奔走する。

## 登場人物
桑原保彦（くわはら やすひこ）
二蝶会の組員。41歳。
二宮啓之（にのみや けいすけ）
二宮企画の建設コンサルタント。39歳。
嶋田（しまだ）
二蝶会の若頭で、嶋田組の組長。52歳。
渡辺悠紀（わたなべ ゆき）
二宮の従妹。ダンススタジオでインストラクターをしている。27歳。
徳永セツオ（とくなが せつお） / 佐々木セツオ（ささき せつお）
二蝶会の組員。桑原の舎弟。
木下（きのした）
二蝶会の組員。セツオからは「ケン」と呼ばれている。
多田真由美（ただ まゆみ）
桑原の内縁の妻。
中川克彦（なかがわ かつひこ）
大阪府警捜査四課の刑事。階級は巡査部長。
内藤（ないとう）
ヤクザ御用達の病院・内藤医院の院長。
小清水隆夫（こしみず たかお）
映画プロデューサー。アクターズスクールの雇われ社長でもある。
真鍋恵美（まなべ えみ）
「玲美（れみ）」と名乗っている。小清水の愛人。30歳。
滝沢（たきざわ）
亥誠組の副本部長で、滝沢組の組長。

## 書誌情報
- 単行本：KADOKAWA、2014年1月31日発行、ISBN 978-4-04-110684-6
- 文庫本：角川文庫、2016年11月25日発行、ISBN 978-4-04-104117-8

## 漫画
安堂維子里の作画でKADOKAWAのウェブコミック配信サイト「COMIC Hu」（カドコミ及びニコニコ静画）にて2024年4月19日から連載された。
- 黒川博行（原作）・安堂維子里（漫画） 『破門』 KADOKAWA〈ヒューコミックス〉、既刊1巻（2024年11月1日現在）
  1. 2024年11月1日発売[8][9]、ISBN 978-4-04-684267-1

## テレビドラマ
『破門（疫病神シリーズ）』のタイトルで、BSスカパー!で2015年1月9日から3月6日まで、毎週金曜日21時 - 22時に放送された。北村一輝と濱田岳のW主演。第1話から第5話まではシリーズ第1作の『疫病神』、第6話から第8話まではシリーズ第5作の『破門』を原作としている。衛星放送スカパー!では初めての本格オリジナル連続ドラマ作品。
2016年に、テレビドラマ第2弾『螻蛄（疫病神シリーズ）』が放送された。

### キャスト（テレビドラマ）
- 桑原保彦（二蝶会組員） - 北村一輝（若年期：川本直弘）
- 二宮啓之（建設コンサルタント） - 濱田岳
- 渡辺悠紀（啓之の従妹） - 山下リオ
- 佐々木節夫（二蝶会組員） - 牧田哲也
- 小畠一三（小畠総業の社長） - 赤井英和
- 水谷仁志（本蔵環境開発の常務） - 永澤俊矢
- 小清水隆夫（映画プロデューサー） - 木下ほうか
- 嶋田和夫（二蝶会若頭） - 鶴見辰吾

#### ゲスト（テレビドラマ）
第1話
- 二宮悦子（啓之の母） - 久野綾希子（第5・8話）
- 二宮孝之（啓之の父） - 久保晶（第5・8話）
- 新井玲司（盆屋の金貸し） - 三浦誠己（第4・8話）
- 稲田浩三（稲田日本建設の社長） - 野添義弘
- 原田勇（大沢土木の営業部長） - やべきょうすけ
- 西村亜美（ホステス、橋本の元愛人） - 中村ゆり（少女期：小林里乃）（第2話）
- 橋本健夫（水利組合の組合長） - 岡田浩暉（第2話）
- 三好茂夫（陵南組組員） - 川岡大次郎（第2話）
- 川路勝弘（陵南組組員） - 島津健太郎（第3話）
- 倉石政彦（不動産ブローカー） - 夙川アトム（第2話）
- 扇木敏之（舟越建設の営業部長） - 永井秀樹（第5話）
- 香奈（ホステス） - 志保
- 現場主任 - ダイオウイカ夫
- 労働者風の男1 - 松岡哲永（第4・8話）
- 労働者風の男2 - メイ・イズモト（第4・8話）
- 野口拓也（舟越建設の営業課長） - 田村ツトム
- 神田徳久（神栄土砂の社長） - 団時朗（第5話）

第2話
- 松浦隆三（松浦土建の社長） - 大河内浩
- 宮本昌輝（水谷の部下） - 神尾佑（第3 - 5話）
- 彫晋（彫師） - 彫政統

第3話
- 中尾芳治（神栄土砂の営業部長） - 佐藤佐吉（第5話）
- 坂本秀一（FKエステートの常務） - 遠山俊也（第5話）
- 土屋光春（小畠総業の番頭） - 妹尾和夫
- 吉良晋一郎（行政書士） - 江口直彌
- 仁田洋介（陵南組若頭） - 鈴木隆仁（第5話）

第4話
- 上谷（舟越建設の社員） - 大石継太

第5話
- 藤田雅規（舟越建設の開発本部長） - 南条好輝
- 伏見紀彦（FKエステートの社長） - 蟷螂襲

第6話
- 多田真由美（桑原の女） - 映美くらら
- 中川克彦（大阪府警捜査四課の刑事） - 高杉亘（第7話）
- 内藤淳三郎（内藤医院の院長） - 志賀廣太郎
- 牧内進（滝沢組組員） - 仁科貴（第7・8話）
- 金本賢治（金本総業の社長） - 三上市朗（第8話）
- 久保恭介（滝沢組組員） - 三浦力（第8話）
- 村居浩太（滝沢組組員） - 光山文章（第7・8話）
- 磯部淳二（滝沢組組員） - 一ノ瀬ワタル（第8話）

第7話
- カジノの男 - 三浦誠己
- 木下研介（二蝶会組員） - 佐野和真（第8話）
- 真鍋恵美（小清水の愛人） - 宮地真緒（第8話）
- 比嘉政志（滝沢組組員） - クラ（第8話）
- 滝沢五朗（亥誠組副本部長、滝沢組組長） - 山路和弘（第8話）
- 初見裕之（滝沢組舎弟頭） - 橋本じゅん（第8話）

第8話
- 広瀬昭三（滝沢組若頭） - 寺十吾
- 布施洋祐（亥誠組本部長） - 国広富之
- 森山毅（二蝶会組長） - 中村育二

### スタッフ（テレビドラマ）
- 原作 - 黒川博行『破門』（角川書店）『疫病神』（角川文庫・新潮文庫）
- 脚本 - 酒井雅秋
- 音楽 - 末廣健一郎
- 監督 - 木村ひさし、森淳一、藤澤浩和
- 助監督 - 瀧悠輔
- スタントコーディネート - 大内貴仁
- 大阪弁監修 - 一川幸恵
- 刺青 - 彫政統
- 大阪ロケ協力 - 大阪フィルム・カウンシル、大阪市、堺フィルムオフィス
- CGプロデュース - 藤田卓也
- CGディレクター - 朝倉玲
- 技術協力 - 東通、タムコ、エヌ・エス・ティー、ナックイメージテクノロジー
- ポスプロ - 東通インフィニティー
- 美術協力 - アックス、東京美工
- 小道具 - 京阪商会
- 企画 - 森元光一、渡部康弘、安藤親広
- 製作 - 小牧次郎、宍戸健司
- プロデューサー - 長谷川晴彦、清野正一郎
- ラインプロデューサー - 安田邦弘、阿部豪
- アシスタントプロデューサー - 伊澤紀人
- アソシエイトプロデューサー - 中村明美、関根健晴
- 企画協力 - KADOKAWA映像事業本部
- 制作協力 - ROBOT
- 製作著作 - スカパー!、KADOKAWA

### 放送日程（テレビドラマ）
| 各話  | 放送日  | 演出       |
| ----- | ------- | ---------- |
| 第1話 | 1月09日 | 木村ひさし |
| 第2話 | 1月16日 | 森淳一     |
| 第3話 | 1月23日 | 森淳一     |
| 第4話 | 2月01日 | 木村ひさし |
| 第5話 | 2月13日 | 木村ひさし |
| 第6話 | 2月20日 | 藤澤浩和   |
| 第7話 | 2月27日 | 木村ひさし |
| 第8話 | 3月06日 | 木村ひさし |

### 関連商品（テレビドラマ）
- 破門（疫病神シリーズ） Blu-ray-BOX（KADOKAWA、2015年8月7日発売、規格品番 DAXA-4833）
- 破門（疫病神シリーズ） DVD-BOX（KADOKAWA、2015年8月7日発売、規格品番 DABA-4833）
- 破門（疫病神シリーズ） オリジナルサウンドトラック（ワンミュージックレコード、2015年2月18日発売、規格品番 DQC-1467）

## 映画
『破門 ふたりのヤクビョーガミ』（はもん ふたりのヤクビョーガミ）のタイトルで、2017年1月28日に公開。佐々木蔵之介と横山裕のW主演。
原作者の黒川博行と妻の黒川雅子がカメオ出演している。

### キャスト（映画）
- 桑原保彦 - 佐々木蔵之介[16][17]
- 二宮啓之 - 横山裕[16][17]
- 渡辺悠紀 - 北川景子[20]
- 木下 - 濵田崇裕（ジャニーズWEST）[21]
- セツオ - 矢本悠馬[20]
- 玲美 - 橋本マナミ[20]
- 多田真由美 - 中村ゆり[20]
- 初見 - 木下ほうか[20]
- 中川 - 高川裕也
- 牧内 - 佐藤佐吉
- 村居 - 勝矢
- 金本 - 山本竜二
- 内藤 - 佐藤蛾次郎
- 森山組長 - 月亭可朝
- 二宮悦子 - キムラ緑子[20]
- 滝沢 - 宇崎竜童[20]
- 嶋田勝次 - 國村隼[20]
- 小清水隆夫 - 橋爪功[20]

### スタッフ（映画）
- 原作 - 黒川博行『破門』（KADOKAWA）
- 監督 - 小林聖太郎[22]
- 脚本 - 真辺克彦、小嶋健作、小林聖太郎[22]
- 製作総指揮 - 大角正
- エグゼグティブプロデューサー - 関根真吾
- 企画 - 吉田繁暁
- プロデューサー - 秋田周平
- 撮影 - 浜田毅
- 照明 - 高屋齋
- 美術 - 西村貴志
- 録音 - 鈴木肇
- 編集 - 橘樹陽児
- 装飾 - 湯澤幸夫
- 衣装 - 浜井貴子
- ヘアメイク - 西村佳苗子
- 音響効果 - 岡瀬晶彦
- 音楽プロデューサー - 茂木英興
- 音楽 - 後関好宏、會田茂一、きだしゅんすけ
- 主題歌 - 関ジャニ∞「なぐりガキBEAT」（INFINITY RECORDS）[23]
- 疑斗 - 二家本辰己
- VFXスーパーバイザー - 浅野秀二
- スクリプター - 森直子
- 助監督 - 村上秀晃
- プロダクションマネージャー - 小松次郎
- ラインプロデューサー - 大熊敏之
- 製作担当 - 松田憲一良
- 製作 - 映画「破門 ふたりのヤクビョーガミ」製作委員会（木下グループ、KADOKAWA、ケイファクトリー、ジェイ・ストーム、毎日放送、朝日放送、テレビ大阪、関西テレビ、読売テレビ）
- 制作会社 - 松竹撮影所、東京スタジオ
- 制作協力 - 松竹映像センター
- 助成 - 文化庁文化芸術振興費補助金
- 製作・制作・配給 - 松竹

### 関連商品（映画）
- 破門 ふたりのヤクビョーガミ 豪華版Blu-ray（松竹、2017年6月21日発売、規格品番 SHBR-0448）
- 破門 ふたりのヤクビョーガミ 豪華版DVD（松竹、2017年6月21日発売、規格品番 DB-0947）
- 破門 ふたりのヤクビョーガミ 通常版DVD（松竹、2017年6月21日発売、規格品番 DB-0948）